# Шимянь
Шимя́нь (кит. упр. 石棉, пиньинь Shímián) — уезд городского округа Яань провинции Сычуань (КНР).

## История
Уезд был образован в 1952 году в составе Специального района Яань (雅安专区) провинции Сикан. В 1955 году после ликвидации провинции Сикан Специальный район Яань был передан в состав провинции Сычуань. В 1970 году Специальный район Яань был переименован в Округ Яань (雅安地区). В 2000 году постановлением Госсовета КНР округ Яань был преобразован в городской округ.

## Административное деление
Уезд Шимянь делится на 1 уличный комитет, 1 посёлок, 5 волостей и 10 национальных волостей.